# Sumie Oinuma
Sumie Oinuma (生沼スミエ, Oinuma Sumie), née le 8 octobre 1946 à Tokyo (Japon), est une ancienne joueuse japonaise de volley-ball.
Elle est médaillée d'argent aux Jeux de 1968 et de 1972.

## Carrière
Yukiyo Kojima remporte la médaille d'argent du tournoi féminin aux Jeux olympiques d'été de 1968, perdant en finale face aux Soviétiques. Quatre ans plus tard, elle remporte une nouvelle fois l'argent aux Jeux de 1972, perdant face aux Soviétiques encore une fois. Elle est également médaillée d'or aux Mondiaux 1967.
En 1982, elle devient l'entraîneuse principale de l'équipe du Japon avec qui elle remporte l'argent aux Jeux asiatiques.

## Palmarès

### Équipe nationale
- Jeux olympiques
  -  1968 à Mexico.
  -  1972 à Munich.

- Championnat du monde
  -  1967 à Izmir.

### En club
- Tournoi de Kurowashiki[4]
  - Vainqueur : 1968.
  - Finaliste : 1966.